# Littlest Things
"Littlest Things" là bài hát của nữ nghệ sĩ người Anh Lily Allen từ album phòng thu đầu tay của cô, Alright, Still. Bài hát được sáng tác bởi Allen, Mark Ronson và Santi White, được phát hành làm đĩa đơn thứ ba từ album vào ngày 11 tháng 12 năm 2006 bởi hãng thu âm Regal Recordings. Ca khúc có sự kết hợp giữa nhạc nền piano với đoạn nhạc mẫu của Pierre Bachelet và Herve Roy từ bộ phim Emmanuelle những năm 1970. Lời ca của bài hát có nhắc đến sự ra đi của bạn trai của Allen và việc cô hồi tưởng lại khoảng thời gian cùng nhau của hai người trước đó. Bài hát được sáng tác ở New York, sau khi Allen gặp Mark Ronson, người đã rất ấn tượng với cô và đưa ra lời đề nghị hợp tác.
Các nhà phê bình đã cho bài hát nhiều đánh giá khác nhau. Một số cho rằng đây là một trong những ca khúc với lời ca ngọt ngào nhất của Allen, trong khi một số khác chê bài hát, cho rằng đây chỉ là một sự giả tạo. Đĩa đơn đã đạt được vị trí số 21 trên UK Singles Chart, là đĩa đơn đầu tiên của cô không lọt vào top 20 ở Anh. Video âm nhạc của bài hát mô tả cảnh Allen nhìn thấy hình ảnh của chính mình trong quá khứ qua những khoảnh khắc cùng người bạn trai cũ. Ca khúc đã được biểu diễn trực tiếp trong chuyến lưu diễn 2007 và chuyến lưu diễn 2009 của Lily Allen.

## Thông tin
Tiếp nối sự thành công của hai đĩa đơn đầu tiên, "Smile" và "LDN", Allen quyết định phát hành tiếp "Littlest Things" để quảng bá cho Alright, Still. Bài hát được sáng tác tại New York, nơi Allen đến sau khi gặp nhà sản xuất Mark Ronson, lúc cô đang ăn trưa cùng người bạn trai Seb. Tại đây, cô giới thiệu mình cho Ronson và đưa cho anh nghe thử những CD demo. Ronson đã bị ấn tượng bởi ca khúc "Smile" và đề nghị được làm việc cùng cô.

Khi nói về quá trình sáng tác bài hát hày, Ronson đã phát biểu: 
Chúng tôi dành một ngày cùng nhau và đã làm được một số thứ. Chúng tôi đến một cửa hàng thu âm và tôi chơi nhạc cho cô ấy nghe. Sau đó tôi viết những nốt nhạc đầu tiên cho "Littlest Things", và cô ấy ngồi viết qua lời bài hát trong khoảng một tiếng đồng hồ và hoàn thành lời bài hát.
Chúng tôi vào phòng thu để thu âm bài hát. Lúc đầu cô ấy muốn làm giống như Mike Skinner, đọc rap phần lời mở đầu và hát phần điệp khúc. Nhưng tôi bảo cô ấy cứ hát toàn bộ, và cô ấy nhanh chóng hát lại toàn bộ giai điệu ngay sau đó, để được bản solo tuyệt vời này. Lúc đó, tôi chợt nhận ra cô gái này thật sự có một khả năng đặc biệt.

Nói về việc sáng tác bài hát và ý nghĩa lời ca của nó, Allen đã nói:
Mark rất biết cách lắng nghe. Anh ấy rất thoải mái trong phòng thu và rất chu đáo. Chẳng có chút áp lực nào khi làm việc với anh ấy vì anh ấy có phòng thu riêng, vì chúng tôi không gặp áp lực thời gian.
Ca khúc này có tên "Littlest Things", nói về một sự rạn nứt trong tình cảm với bạn trai của tôi, bởi Seb và tôi có một khoảng thời gian vài tháng chia cắt. Sau khi có bài hát này, chúng tôi đã trở lại với nhau. Chắc cũng có một chút khó xử đối với Mark vì Seb là bạn anh ấy, nhưng khi bị đánh mất một mối tình, tôi thực sự muốn viết những gì đang có trong suy nghĩ của mình.

Mark đã viết nhạc trước, sau đó tôi sáng tác, hoàn thiện lời bài hát và chúng tôi có được một giai điệu hoàn chỉnh. Đó cũng là cách tôi thường sáng tác những bài hát của mình – tôi viết mọi thứ trong phòng thu – điều đó có nghĩa là nhà sản xuất rất quan trọng đối với tôi. Đó là sự nỗ lực hợp tác chung.
Tờ The Guardian cũng có nhắc đến chi tiết Ronson đề nghị Allen phát âm bằng tiếng Anh của người Luân Đôn khi hát.

## Âm nhạc và lời ca
Về nhạc lý, bài hát được viết ở nhịp C common time và giọng Son trưởng, với tempo 82 nhịp/phút. Phần nhạc nền có sử dụng tiếng đàn dương cầm và ghi-ta. "Littlest Things" chủ yếu lấy phần nhạc từ "Emmanuelle in the Mirror" và "Theme from Emmanuelle (Instrumental)", được viết bởi Pierre Bachelet và Herve Roy cho bộ phim khiêu dâm năm 1974 Emmanuelle. Lời ca bài hát nói về một người hồi tưởng về tình yêu đã qua của mình trong quá khứ.

## Thương mại
Đĩa đơn xuất hiện ở vị trí số 33 tại quê nhà của nữ ca sĩ và sau đó leo đến vị trí số 21, cũng là vị trí cao nhất mà nó đạt được. Đây là ca khúc có thứ hạng thấp nhất của Allen trên UK Singles Chart tại thời điểm đó, là ca khúc duy nhất của cô không lọt vào được top 20 cho đến khi "Who'd Have Known" được phát hành, chỉ đạt vị trí 39.
Dù không lọt vào được bảng xếp hạng Flanders của Bỉ, đĩa đơn đã đạt được vị trí 13 trên Ultratip, một bảng xếp hạng mở rộng của bảng xếp hạng chính.

## Video âm nhạc

Một cảnh quay trong video "Littlest Things", Allen nhìn thấy chính mình trong quá khứ cùng người bạn trai cô.

Video âm nhạc được đạo diễn bởi Nima Nourizadeh và phát hành ngày 11 tháng 12 năm 2006. Video bắt đầu với một cảnh quay chiếc đàn dương cầm tự động chơi mà không có người điều khiển, được đặt bên trong một phim trường đông người. Allen đứng bên một cột đèn, mang một chiếc áo khoác dài và đang thực hiện cảnh quay. Video được phóng qua một chiếc máy quay phim đen trắng, bắt đầu cho chuỗi những hình ảnh về câu chuyện trong quá khứ của cô. Đứng bên cột đèn, Allen nhìn thấy cô cùng người bạn trai mình đi trên đường. Khi họ đi vào tòa nhà, Allen thấy cảnh mình và người bạn trai hôn nhau qua bóng in trên vách cửa sổ. Máy quay thay đổi sang cảnh hai người họ khiêu vũ, hình ảnh hai người họ được lồng vào trong hình một trái tim. 
Sau đó trái tim biến mất và chỉ còn Allen ngồi một mình trong phòng và nhìn mình trong gương. Hình ảnh chiếc piano tự chơi lúc đầu lại được quay lại một lần nữa và hình ảnh lại chuyển về lúc đầu, khi cô đứng bên chiếc đèn đường. Cô lại tiếp tục nhìn vào cửa sổ ngôi nhà lúc nãy. Khung cảnh tiếp tục thay đổi khi Allen tiếp tục nhìn thấy mình và người bạn trai đi và hôn nhau, qua một chiếc cửa sổ khác. Sau đó video kết thúc với cảnh Allen đứng ở trong phim trường, như lúc bắt đầu video.

## Danh sách bài hát và định dạng
| CD đĩa đơn 1. "Littlest Things" — 3:04 2. "U Killed It" — 4:27 7" Vinyl 1. "Littlest Things" 2. "Everybody's Changing" | Download nhạc số 1. "Littlest Things" 2. "Littlest Things" (instrumental) 3. "Littlest Things" (trực tiếp tại Bush Hall) 4. "U Killed It" |

## Danh sách thực hiện
- Hát chính - Lily Allen
- Viết - Lily Allen, Mark Ronson, Santi White
- Người viết nhạc mẫu - Pierre Bachelet, Herve Roy
- Nhà sản xuất - Mark Ronson
- Thu âm - Mark Ronson, Rob Smith
- Trợ lý thu âm - Kieran Panesar
- Trống - Mark Ronson
- Gõ - Mark Ronson
- Master - Tim Burrell, Tim Debney
- Phối khí - Vaughan Merrick